# ماري كارتر سميث
ماري كارتر سميث (بالإنجليزية: Mary Carter Smith)‏ هي راوية قصص ‏ أمريكية، ولدت في 1919، وتوفيت في 24 أبريل 2007.